# The Difference Between Me and You Is That I’m Not on Fire
The Difference Between Me and You Is That I’m Not on Fire — третий студийный альбом британской рок-группы Mclusky из Кардиффа (Уэльс). Он был выпущен 17 мая 2004 года на лейбле Too Pure и стал финальным для позднее распавшейся группы (в 2006 году был лишь сборник лучших композиций). С этого альбома были выпущены два сингла: «That Man Will Not Hang» и «She Will Only Bring You Happiness» («1956 and All That» — в другой записи — был выпущен в качестве двойного сингла с отдельным синглом «There Ain’t No Fool in Ferguson», выпущенным между The Difference … и Mclusky Do Dallas), хотя позже в примечаниях к Mcluskyism стало известно, что «Without MSG I Am Nothing» планировалось выпустить синглом, но распад группы не позволил этому случиться.

## Отзывы
| Оценки критиков | Оценки критиков |
| Источник        | Оценка          |
| --------------- | --------------- |
| AllMusic        | [ 1 ]           |
| Pitchfork Media | (7.2/10)        |
| Spin            | B+              |

The Difference Between Me and You Is That I’m Not on Fire получил в целом положительные отзывы критиков.
Тим ДиГравина из AllMusic написал, что «Mclusky предлагают свой самый сырой на сегодняшний день альбом. Хотя он не такой запоминающийся и мелодичный, как Mclusky Do Dallas, третий полноформатник группы — такой же громоподобный штурм. Слушатели найдут в альбоме много интересного, ведь он почти похож на любовное письмо агрессивному инди-року 90-х. Откровенная странность и социопатические флюиды предыдущих альбомов группы сменились акцентом на фанковые, бряцающие гитары, которые одновременно являются панком и трэшем. The Difference Between Me and You Is That I’m Not on Fire — это бодрящий и великолепный беспорядок нераспыленной рок-ярости».

## Список композиций
Авторы всех песен: Andy Falkous, Jonathan Chapple и Jack Egglestone, кроме указанных
1. «Without MSG I Am Nothing» — 2:57 (Falkous, Chapple, Harding)
2. «That Man Will Not Hang» — 3:00
3. «She Will Only Bring You Happiness» — 3:27
4. «KKKitchens, What Were You Thinking?» — 1:50
5. «Your Children Are Waiting for You to Die» — 3:54
6. «Icarus Smicarus» — 1:51
7. «Slay!» — 2:54
8. «You Should Be Ashamed, Seamus» — 4:40
9. «Lucky Jim» — 2:02
10. «Forget About Him I’m Mint» — 1:46
11. «1956 and All That» — 2:24 (Falkous, Chapple, Harding)
12. «Falco vs. the Young Canoeist» — 2:12
13. «Support Systems» — 7:50